# Scartho
Scartho är en stadsdel i Grimsby, i distriktet North East Lincolnshire, i grevskapet Lincolnshire, i England. Ward hade 11 338 invånare år 2021. Scartho var en civil parish fram till 1928 då den blev en del av Grimsby och Waltham. Civil parish hade 744 invånare år 1921. Byn nämndes i Domedagsboken (Domesday Book) år 1086, och kallades då Scarhou.